# 기타쓰루군

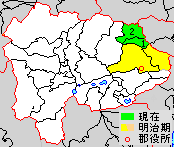
기타쓰루 군의 위치

기타쓰루군(일본어: 北都留郡, きたつるぐん)은 일본 야마나시현의 군이다.
인구 1,067명, 면적 154.08km², 인구밀도 6.92명/km².(2025년 3월 1일, 추계인구)
이하 2촌으로 구성된다.
- 고스게촌(小菅村)
- 다바야마촌(丹波山村)

## 군역
1878년 행정 구역으로 발족 당시의 군역은 위의 2촌에 오쓰키시 및 우에노하라시의 일부를 합친 구역에 해당한다.

## 역사
- 1878년 12월 19일 - 군구정촌 편제법이 야마나시현에서 시행되면서, 쓰루군의 일부 구역으로 기타쓰루군이 발족.

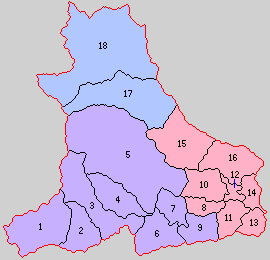
1.사사고촌 2.하쓰카리촌 3.히로사토촌 4.니기오카촌 5.나나호촌 6.오하라촌 7.도미하마촌 8.오메촌 9.야나가와촌 10.고토촌 11.이와오촌 12.오쓰루촌 13.시마다촌 14.우에노하라촌 15.사이하라촌 16.유즈리하라촌 17.고스게촌 18.다바야마촌 (보라:오쓰키시 빨강:우에노하라시 파랑:합병 없음)

- 1889년 7월 1일 - 정촌제 시행으로, 아래의 정촌이 발족.(18촌)
  - 사사고촌(笹子村), 하쓰카리촌(初狩村), 히로사토촌(広里村), 니기오카촌(賑岡村), 나나호촌(七保村), 오하라촌(大原村), 도미하마촌(富浜村): 현 오쓰키시
  - 오메촌(大目村): 현 우에노하라시
  - 야나가와촌(梁川村): 현 오쓰키시
  - 고토촌(甲東村), 이와오촌(巌村), 오쓰루촌(大鶴村), 시마다촌(島田村), 우에노하라촌(上野原村), 사이하라촌(西原村), 유즈리하라촌(棡原村): 현 우에노하라시
  - 고스게촌(小菅村), 다바야마촌(丹波山村)(현재)
- 1897년 12월 27일 - 우에노하라촌이 정제 시행으로 우에노하라정(上野原町)이 됨.(1정 17촌)
- 1933년 4월 1일 - 히로사토촌이 정제 시행과 개칭으로 오쓰키정(大月町)이 됨.(2정 16촌)
- 1935년 4월 1일 - 오하라촌이 정제 시행과 개칭으로 사루하시정(猿橋町)이 됨.(3정 15촌)
- 1954년)
  - 4월 1일 - 나나호촌이 정제 시행으로 나나호정(七保町)이 됨.(4정 14촌)
  - 8월 8일 - 오쓰키정·사루하시정·나나호정·야나가와촌·사사고촌·하쓰카리촌·니기오카촌이 합병하여, 오쓰키시(大月市)가 발족, 군에서 이탈.(1정 10촌)
  - 9월 8일 - 도미하마촌이 오쓰키시에 편입.(1정 9촌)
- 1955년 4월 1일 - 우에노하라정·유즈리하라촌·사이하라촌·시마다촌·오쓰루촌·이와오촌·고토촌·오메촌과 합병하여, 새로이 우에노하라정이 발족.(1정 2촌)
- 2005년 2월 13일 - 우에노하라정이 미나미쓰루군 아키야마촌과 합병하여 우에노하라시(上野原市)가 발족, 군에서 이탈.(2촌)

## 같이 보기
- 미나미쓰루군